# Begonia adenopoda
Begonia adenopoda là một loài thực vật có hoa trong họ Thu hải đường. Loài này được Lem. mô tả khoa học đầu tiên năm 1857.